# Литература Гвинеи-Бисау
Литература народов Республики Гвинея-Бисау развивается в основном на португальском языке, хотя существует давняя письменная и особенно устная (гриоты) традиция у фульбе.

## История
Среди португалоязычных литератур Африки словесность Гвинеи-Бисау является самой молодой. Вплоть до провозглашения независимости в португальской Гвинее не было напечатано ни одного произведения местного автора. По мнению португальского социолога Жуана Тендейру, интеллигенцию Гвинеи-Бисау больше волновали проблемы социального либо научного характера, чем собственно литературное творчество. Интеллигенция эта была численно невелика. В 1972 году на сессии ЮНЕСКО лидер местного национально-освободительного движения Амилкар Кабрал заявил, что «максимальный процент ассимилированных (то есть имеющих европейское образование) в „Португальской“ Гвинее составляет 0,3 % всего населения». В основном это были уроженцы Кабо-Верде, как и сам Кабрал.
Создателем гвинейского романа также был кабовердианец Фаусту Дуарте (1903—1955). В 1934 г. в Лиссабоне вышло его первое произведение «Ауа. Африканская новелла». За ними последовали романы: «Негр, утративший душу», «Путь к изгнанию», «Мятеж», «Они были побеждёнными». Для них характерно внимание к жизни и культурным традициям коренных жителей страны.
Заметного развития достигли фольклористские и этнографические исследования. Ещё в 1899—1900 годах каноник Марселину Маркеш де Барруш выпустил собранные им фольклорные материалы. Образцы народного творчества публиковал орган колониальной администрации «Культурный бюллетень Португальской Гвинеи» (1946—1973). В декабре 1945 года был создан «Исследовательский центр Португальской Гвинеи». Он издал около 20 томов «Мемуаров» и свыше 50 номеров «Культурного бюллетеня».
Основоположниками национальной литературы являются лидеры освободительной борьбы Амилкар Кабрал и Вашку Кабрал. А. Кабрал воспевает в своих стихах революцию. Творчество Вашку Кабрала (1926—2005) разнообразно по форме и содержанию. В нём представлена патриотическая, любовная, философская лирика. Поэт использует классический португальский сонет, идущий от Камоэнса, Франсишку де Са-де-Мирады и Марии Барбозы ду Бокаже, а также «лесенку» В. В. Маяковского. Сын гвинейского вождя, изучивший медицину в Швейцарии, Антониу Батикан Феррейра (род. 1939) известен как автор поэзии на французском и португальском.
Первой книгой, изданной в независимой стране, стал сборник стихов «Привет тем кто борется! Новая поэзия Гвинеи-Бисау» 1977 года. Она объединяет стихи 14 поэтов в возрасте от 19 до 30 лет. Среди них Аугусту Регалла и Антониу Кабрал. Заметными событиями культурной жизни страны восьмидесятых стали книги поэзии Вашку Кабрала «Весна — борьба моя» (1981), а также Элдера Проэнсы Мендеша Тавариша «Не могу медлить со словами» (1982) и его же «Порой песнь окрашивается в цвет пламенеющих гор» (1987).
В 1982 г. был создан Национальный союз артистов и писателей Гвинеи-Бисау. Первым романом, изданным в Гвинее-Бисау, стала «Вечная страсть» (1994) Абдуллы Силы (известен также как поэт). Определяемый автором как «постколониальный миф, притча и басня», он представляет собой критический анализ политического развития страны с момента провозглашения независимости. Первый местный роман женского авторства — «Тиара» — писался Филоменой Эмбало (род. 1956) под впечатлением от гражданской войны в Гвинее-Бисау и вышел в Мозамбике в 1999 году.